# Proconura asikae
Proconura asikae är en stekelart som först beskrevs av Nikol'skaya och Kyao 1954.  Proconura asikae ingår i släktet Proconura och familjen bredlårsteklar. Inga underarter finns listade i Catalogue of Life.